# تخکوت
تخکوت (به ارمنی: Թխկուտ) یک منطقهٔ مسکونی در ارمنستان است که در واردانیدزور واقع شده‌است.  در  کیلومتری جنوب کاپان، مرکز استان سیونیک واقع شده است.

## خصوصیات
تخکوت  ۶۹ نفر جمعیت دارد و در ارتفاع  متر بالاتر از سطح دریا قرار گرفته است.